# Arillo

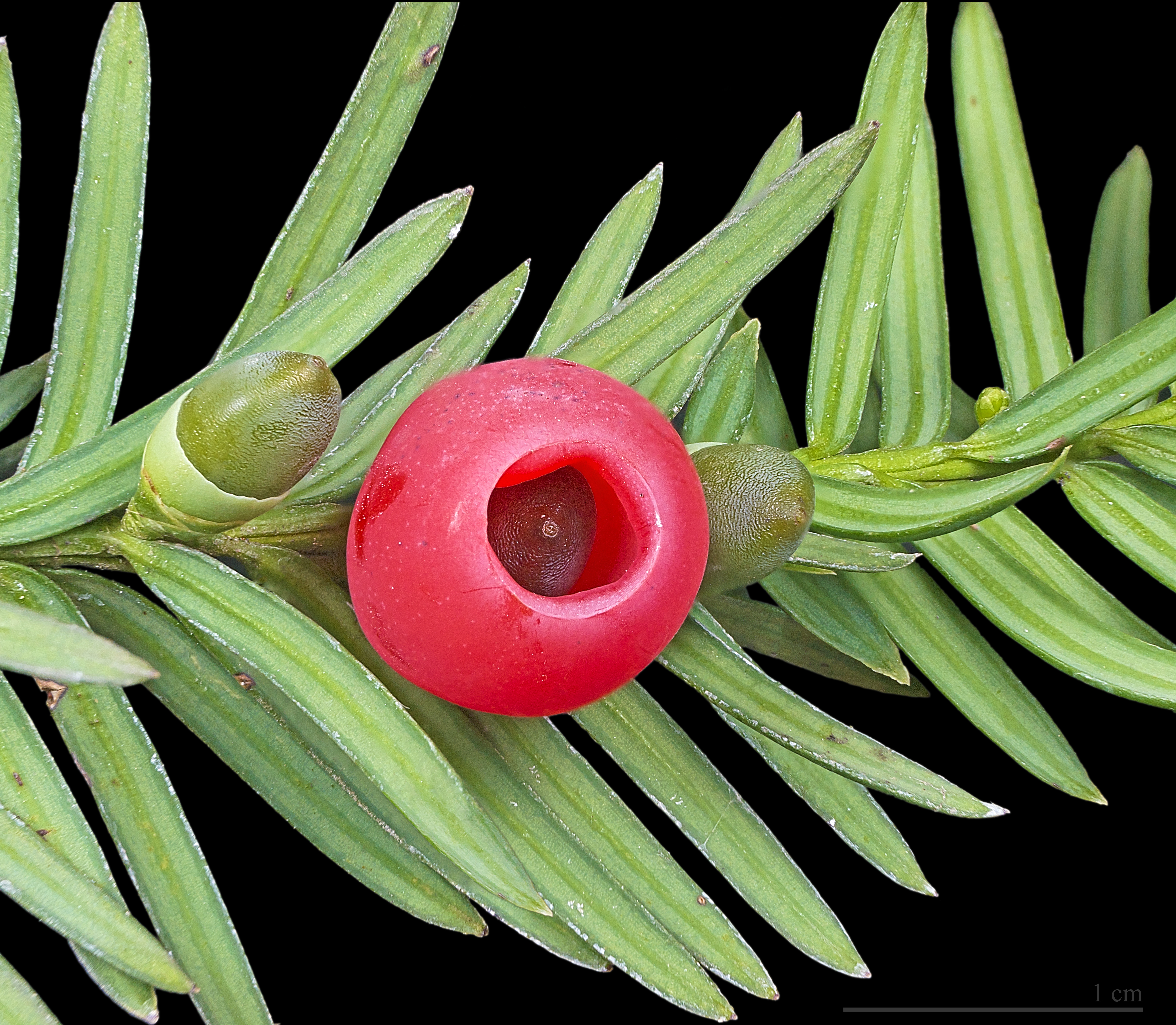
Semi di tasso circondati dall'arillo.

Viene denominato arillo una parte esterna al seme che cresce insieme a questo, è derivata dall'espansione del funicolo ed è solitamente carnosa e colorata. Questo ne facilita la disseminazione zoocora.
Per esempio, il tasso produce semi velenosi circondati da un arillo rosso commestibile, che di tale pianta è l'unica parte innocua per l'uomo e per gli animali domestici.
Altri esempi sono il  litchi, la noce moscata (il macis, per la precisione), il melograno.